# IC 4418
IC 4418 ist eine Elliptische Galaxie vom Hubble-Typ E3 im Sternbild Bärenhüter am Nordsternhimmel. Sie ist schätzungsweise 494 Millionen Lichtjahre von der Milchstraße entfernt und hat einen Durchmesser von etwa 85.000 Lichtjahren.
Im selben Himmelsareal befinden sich u. a. die Galaxien IC 1013, IC 1017, IC 1018, IC 4420.
Das Objekt wurde am 18. Juni 1895 von Stéphane Javelle entdeckt.